# آواری (سرزمین میانه)
آواری ها نام گروهی خیالی بر اساس داستانی از تالکین می‌باشد.
آن دسته از اِلفها که از قبول فراخوان والار برای سکنی گزیدن در والینور سرباز زدند و در میان بیشه‌های تاریک سرزمین میانه در سرزمین‌های اطراف کیویه‌نن سرگردان ماندند. گفته می‌شود عده‌ای از آواری بدست ملکور به فساد کشیده شده و به اجداد نخستین اورک‌ها تبدیل گشتند.